# ヒューマン・ハンター
『ヒューマン・ハンター』（原題: The Humanity Bureau）は、2018年のカナダのSFスリラー映画。監督はロブ・キング
、脚本はデイヴ・シュルツが務めた。出演はニコラス・ケイジ、サラ・リンド、ヒュー・ディロン、ジェイコブ・デイヴィーズ。

## ストーリー
経済破綻と気候変動により社会が崩壊した近未来。政府は国民の管理を「人民省」という機関に委ねていた。人民省のエージェントであるノア・クロスは、法律で定められた基準に生産力が達していない国民を「ニュー・エデン」という収容地区に強制送還することを職務としていた。新たにレイチェルとルーカスの親子をニュー・エデンへ送還する命令を受けたクロスだったが、彼はニュー・エデンの恐ろしい正体を知り、これを拒否。そしてレイチェルとルーカスを連れて、思い出の地であるカナダを目指すのだった。だが、政府が秘密を知ったクロスを放っておくはずはなく、三人は人民省により命を狙われてしまうのだった。

## キャスト
※括弧内は日本語吹替
- ノア・クロス - ニコラス・ケイジ（大塚明夫）
- レイチェル・ウェラー - サラ・リンド（木下紗華）
- アダム・ウェスティングハウス - ヒュー・ディロン（英語版）（三上哲）
- ルーカス・ウェラー - ジェイコブ・デイヴィーズ（松浦裕美子）
- エージェント・ポーター - ヴィセラス・シャノン（英語版）（堀総士郎）
- アドルフ・シュローダー - カート・マックス・ルンテ（こばたけまさふみ）

## 評価
レビュー・アグリゲーターのRotten Tomatoesでは8件のレビューで支持率は25%、平均点は3.30/10となった。Metacriticでは2件のレビューで、スコアは算出されていない。